# Uttertjärnen (Vilhelmina socken, Lappland)
Uttertjärnen är en sjö i Vilhelmina kommun i Lappland och ingår i Ångermanälvens huvudavrinningsområde.